# 麥克·麥克英泰
麥克·麥克英泰（Michael Hazen James McIntyre，1976年2月21日—）是英國的一位喜劇演員、演員和主持人。2012年，他被報導為世界票房最高的喜劇演員。他在BBC One有自己的喜劇節目，並且還曾擔任英國達人秀的評審。他現在居住在倫敦。